# Calape
Calape es un municipio filipino de tercera clase, perteneciente a la provincia de Bohol, en las Bisayas Centrales.

## Historia
El pueblo se fundó en 1802. Hacia mediados del siglo XIX, el lugar, por entonces perteneciente a la provincia de Cebú, tenía contabilizada una población de 3279 habitantes, repartidos en 713 casas. Aparece descrito en el primer volumen del Diccionario geográfico, estadístico, histórico de las Islas Filipinas (1850) de Manuel Buzeta Núñez y Felipe Bravo con las siguientes palabras:

CALAPE: pueblo con cura y gobernadorcillo, en la isla de Bohol ó Bojol, prov. y dióc. de Cebú: se halla sit. en terreno montuoso, cerca del mar, en la costa occidental de la isla; le combaten todos los vientos reinantes, y el clima, aunque cálido, es bastante saludable. Fué fundado en el año 1802, y en la actualidad consta de unas 713 casas, en general de sencilla construccion, distinguiéndose solo como mas notables, la casa parroquial y la llamada tribunal; hay carcel, y escuela de primeras letras, dotada de los fondos de comunidad, á la que concurren varios niños de ambos sexos; é igl. parr. de mediana fábrica, bajo la advocacion de San Vicente Ferrer, servida por un cura regular. A corta dist. de la misma se halla el cementerio en buena situacion y ventilado. Comunícase este pueblo con sus limítrofes por medio de caminos regulares, y recibe de la cabecera de la prov. el correo en dias indeterminados. Depende de esta jurisd. la visita ó anejo llamado Tubigon, dist. 3 leg., con el cual confina el term., así como con sus colaterales Loon é Inabangan, de cuyo pueblo dista seis horas. EL terreno en su mayor parte es montuoso y poblado de arbolado, en el que se cria mucha caza mayor y menor, y una multitud de enjambres de abejas, que depositan cera en los troncos de los árboles, y do quiera que se encuentran algun hueco á propósito. Los hab. de este pueblo son gente poco sociables y laboriosos, por cuanto acostumbrados á vivir en los montes, se les resiste la civilizacion y el trabajo; pero merced á los desvelos de los misioneros religiosos, de dia en dia va ganando algunos pasos la cultura entre estas gentes. En las tierras reducidas á cultivo, las principales prod. son un poco de arroz, bastante cacao, algodon, abacá y algunos caniotes. ind.: la agricultura, la pesca y la elaboracion de telas ordinarias de algodon y abacá. pobl. 3,279 alm., 595 trib., que ascienden á 5,950 rs. plata, equivalentes á 14,875 rs. vn.
(Buzeta y Bravo, 1850, p. 459)

En 2020, tenía censados 33 079 habitantes.